# San José de los Portillos
San José de los Portillos är en ort i Mexiko.   Den ligger i kommunen San Pedro Tapanatepec och delstaten Oaxaca, i den sydöstra delen av landet, 600 km sydost om huvudstaden Mexico City. San José de los Portillos ligger 38 meter över havet och antalet invånare är 396.
Terrängen runt San José de los Portillos är platt åt sydost, men åt nordväst är den kuperad. Terrängen runt San José de los Portillos sluttar söderut. Runt San José de los Portillos är det ganska glesbefolkat, med 24 invånare per kvadratkilometer. Närmaste större samhälle är Chahuites, 1,8 km sydost om San José de los Portillos. Omgivningarna runt San José de los Portillos är en mosaik av jordbruksmark och naturlig växtlighet.